# For What It's Worth (The Cardigans)
For What It's Worth is een nummer van de Zweedse band The Cardigans uit 2003. Het is de eerste single van hun vijfde studioalbum Long Gone Before Daylight.
"For What It's Worth" is een rustige ballad. Volgens Manic Street Preachers-gitarist Nicky Wire heeft dit nummer de beste tekst. Het nummer werd een hit op de Britse eilanden en in Zweden, het thuisland van The Cardigans. In Zweden bereikte het de 8e positie. Minder succes had het nummer in Nederland, daar haalde het slechts de 8e positie in de Single Top 100. Hoewel het nummer in Vlaanderen geen hitlijsten bereikte, werd het daar wel een radiohit.